# ПАК біля скелі Діва та г. Кішка
Прибережний аквальний комплекс біля скелі Діва та гори Кішка — гідрологічна пам'ятка природи місцевого значення, розташована у смт Сімеїз Ялтинської міськради АР Крим. Створена відповідно до Постанови ВР АРК № 97 від 22 грудня 1972 року.

## Загальні відомості
Землекористувачем пам'ятки є Сімеїзька селищна рада, площа 60 гектарів, розташована біля скелі Діва та гори Кош-Кая, смт Сімеїз Ялтинської міськради.
Охоронна зона пам'ятки природи «Прибережний аквальний комплекс біля скелі Діва та гори Кішка» встановлена з метою захисту особливо охоронюваної природної території від несприятливих антропогенних впливів.